# Auerfeldstraße
Die Auerfeldstraße ist eine Innerortsstraße im Stadtbezirk Au-Haidhausen (Nr. 5) von München.

## Verlauf
Die Straße in der Oberen Au beginnt am Zita-Zehner-Platz in Höhe der Schlörstraße in Fortsetzung der Gebsattelstraße und verläuft über den Schwester-Eubulina-Platz vor dem Salesianum in generell östlicher Richtung über die am Tassiloplatz erfolgende Einmündung der von der Regerstraße kommenden Welfenstraße bis zur Balanstraße. Von da ab bildet die Orleansstraße ihre Fortsetzung.

## Öffentlicher Verkehr
Die Straße wird von einer Buslinie der Münchner Verkehrsgesellschaft (MVG) erschlossen.

## Namensgeber
Die Straße ist nach den zur Vorstadt Au gehörenden (früheren) Feldern benannt.

## Charakteristik

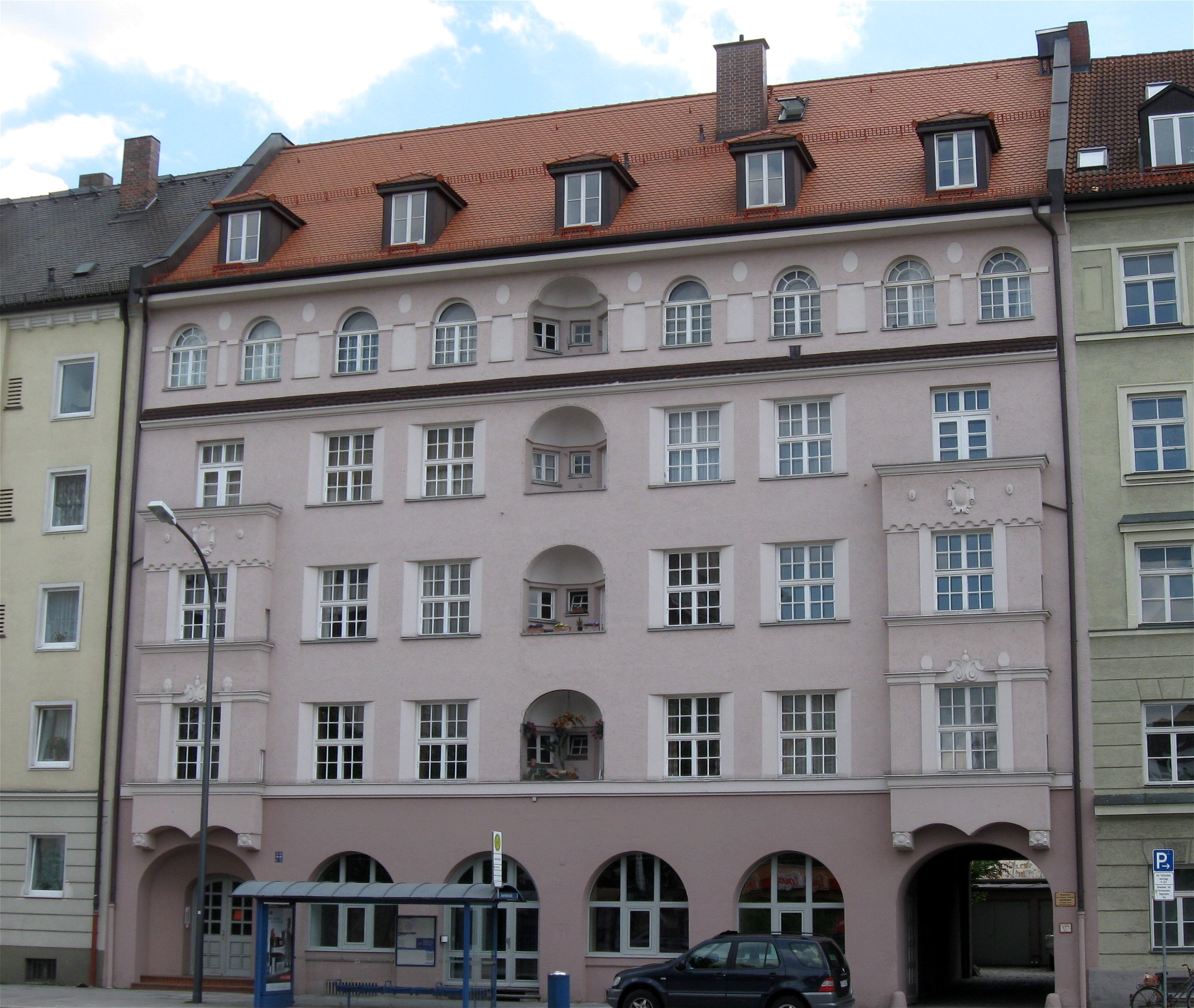
Auerfeldstraße 22

Die Straße weist einige Häuser aus der Zeit um 1900 auf. Sie führte an der früheren, im Zweiten Weltkrieg zerstörten Kreisirrenanstalt vorbei, die von 1856 bis 1860 auf damals noch freiem Feld errichtet wurde (Auerfeldstraße 8).

## Denkmalgeschützte Bauwerke

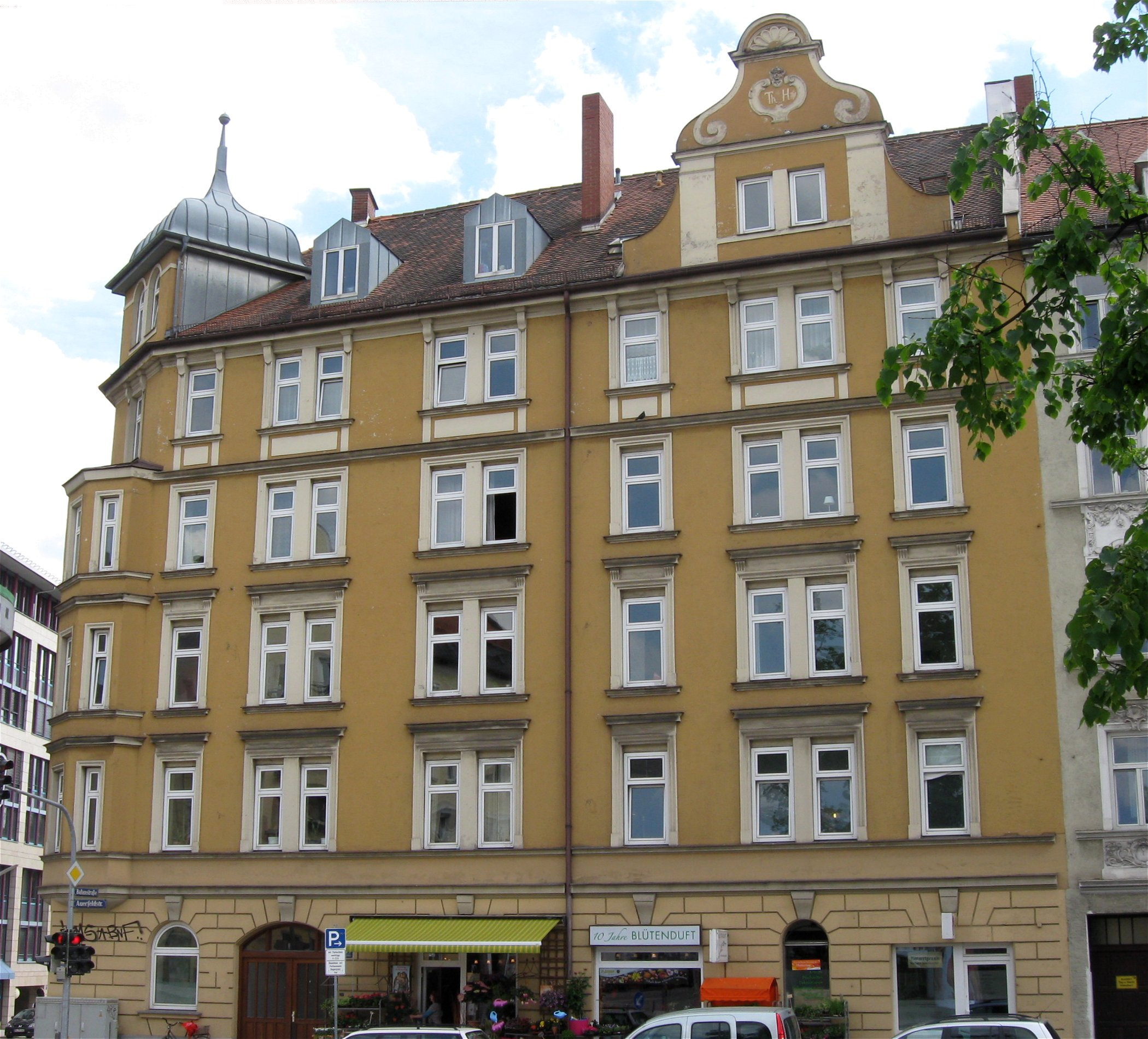
Auerfeldstraße 28

- Hausnr. 16: Mietshaus, Eckbau in deutscher Renaissance, mit Erkerturm, um 1900 (Denkmalliste D-1-62-000-464)
- Hausnr. 20: Mietshaus, mit barockisierender Putzgliederung, Anfang 20. Jahrhundert (Denkmalliste D-1-62-000-465)
- Hausnr. 22: Mietshaus, reich gegliederte Doppelerkerfront, 1912 von Stefan Wollmann (Denkmalliste D-1-62-000-466)
- Hausnr. 26: Mietshaus, neubarock, mit reichem Stuckdekor, bezeichnet 1901 (Denkmalliste D-1-62-000-467)
- Hausnr. 28: Mietshaus, Eckbau in deutscher Renaissance, reich gegliedert, mit Eckerker, um 1900 (Denkmalliste D-1-62-000-468)